# Blyth-Wühlmaus
Die Blyth-Wühlmaus oder Indische Gebirgswühlmaus (Phaiomys leucurus) ist eine Nagetierart aus der Unterfamilie der Wühlmäuse (Arvicolinae). Es handelt sich um die einzige Art der damit monotypischen Gattung Phaiomys. Sie kommt im Hochland von Tibet entlang des Himalaya bis in den Nordwesten von Indien vor.

## Merkmale
Die Blyth-Wühlmaus erreicht eine Kopf-Rumpf-Länge von 9,8 bis 12,8 Zentimetern mit einem Schwanz von 2,6 bis 3,5 Zentimetern Länge. Die Hinterfußlänge beträgt 16 bis 19 Millimeter, die Ohrlänge 10 bis 13 Millimeter. Die Körperfärbung der Tiere blass gelblich braun, an den Körperseiten wird die Farbe heller und geht in das gelblich-braune Fell der Bauchseite über. Der Schwanz ist einfarbig gelblichbraun. Die Oberseite der Hände und Füße ist blass gelblich weiß. Die Ohren sind sehr klein, die Krallen an den Füßen sehr ausgeprägt und zum Graben ausgebildet.
Die Struktur des Zahnschmelzes der Molaren ist reduziert und entspricht teilweise der der Schermäuse (Arvicola), wobei vor allem der dritte untere Molar m3 nach dem Prisma nur drei geschlossene Dreiecke aufweist und die Endkappe sowohl an der Lippen- wie an der Zungenseite nur leichte Einbuchtungen besitzt. Die hintere Kante des Gaumenbeins besitzt eine Knochenbrücke zur Grube des mittleren Flügelbeins, wodurch zwei seitliche Gruben gebildet werden.

## Verbreitung
Die Blyth-Wühlmaus kommt in Südasien im Hochland von Tibet im Südwesten und Westen der Volksrepublik China entlang des Himalaya über Nepal bis in den Nordwesten von Indien vor. In China kommt sie in Xinjiang, Qinghai und Xizang vor, in Indien ist sie in den Bundesstaaten Himachal Pradesh und im Unionsterritorium Ladakh anzutreffen.

## Lebensweise
Die Blyth-Wühlmaus ist eine Hochgebirgsart, die vor allem in Graslandgebieten im Bereich von Wasserführungen vorkommt. Sie ist strikt herbivor und ernährst sich von verschiedenen Pflanzenteilen. Sie lebt in Kolonien und gräbt vor allem an den Ufern von Seen und Flüssen tiefe Baue. Über die Fortpflanzung liegen keine Informationen vor, der Uterus eines gefangenen Weibchens enthielt sieben Embryonen.

## Systematik
Die Blyth-Wühlmaus wird als einzige Art innerhalb der damit monotypischen Gattung Phaiomys eingeordnet. Die wissenschaftliche Erstbeschreibung der Art und der Gattung stammt von dem britischen Zoologen Edward Blyth, der sie 1863 anhand von Individuen aus dem Gebiet nahe dem Tsomoriri in der Region Ladakh im Nordwesten von Indien beschrieb. Teilweise wurde die Qinghai-Wühlmaus (Lasiopodomys fuscus) der Blyth-Wühlmaus zugeordnet.

## Status, Bedrohung und Schutz
Die Blyth-Wühlmaus wird von der International Union for Conservation of Nature and Natural Resources (IUCN) als nicht gefährdet (least concern) eingeordnet. Begründet wird dies mit dem relativ großen Verbreitungsgebiet und dem angenommen häufigen Vorkommen der Art. Potenzielle Gefährdungsrisiken für die Art sind nicht bekannt, in Teilen Südasiens ist sie von einem starken Lebensraumrückgang betroffen.

## Belege
1. 1 2 3 4  Darrin Lunde, Andrew T. Smith: Blyth's Mountain Vole. In: Andrew T. Smith, Yan Xie: A Guide to the Mammals of China. Princeton University Press, Princeton NJ 2008, ISBN 978-0-691-09984-2, S. 238.
2. 1 2 3  Phaiomys leucurus. In: Don E. Wilson, DeeAnn M. Reeder (Hrsg.): Mammal Species of the World. A taxonomic and geographic Reference. 2 Bände. 3. Auflage. Johns Hopkins University Press, Baltimore MD 2005, ISBN 0-8018-8221-4.
3. 1 2 3 4  Phaiomys leucurus in der Roten Liste gefährdeter Arten der IUCN 2016.2. Eingestellt von: S. Molur, 2008. Abgerufen am 7. November 2016.